# Acanthoscelides schrankiae
Acanthoscelides schrankiae är en skalbaggsart som först beskrevs av Horn 1873.  Acanthoscelides schrankiae ingår i släktet Acanthoscelides och familjen bladbaggar. Inga underarter finns listade i Catalogue of Life.